# Rattan

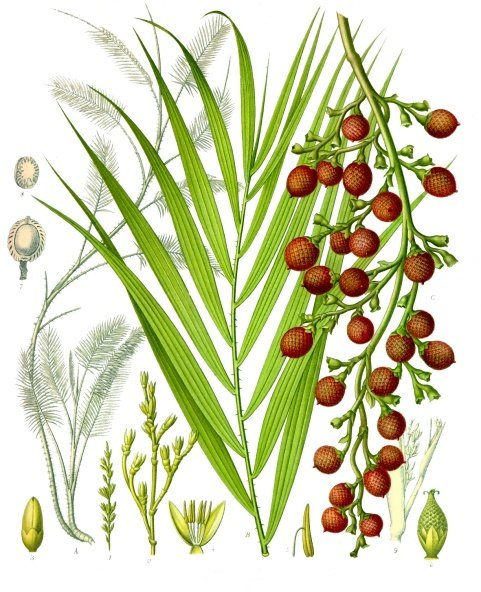
Daemonorops draco

In botanica, il nome rattan include varie specie di palme rampicanti: principalmente il Calamus rotang, ma anche altre specie della tribù Calameae. Con il loro legno si fabbricano divani, mobili, bastoni da passeggio, canne da pesca, ombrelli, e si eseguono lavori di intreccio; data la sua proprietà di non scheggiarsi, viene impiegato per realizzare i bastoni d'allenamento di alcune arti marziali, come il Silat e l'Escrima. Inoltre, è usato nella costruzione di bacchette da strumenti a percussioni, quali marimba, vibrafono, xilofono e glockenspiel. Sebbene pure la betulla e l'acero vengano impiegati nella costruzione di bacchette, questi legni risultano molto più fragili e meno flessibili del rattan.
Simile al materiale derivato dalla liana tropicale denominata malacca, costituisce la materia prima per i lavori di artigianato del Cống (gruppo etnico del Vietnam).

## Sperimentazioni nella medicina protesica
È in fase avanzata di sperimentazione la possibilità di trasformare il rattan in una struttura biomimetica simil-ossea composta da carbonato-idrossiapatite, sottoponendo il legno a trattamenti ad alte pressioni e temperature. I campioni così ottenuti esibiscono una spiccata attitudine biomimetica nei confronti del tessuto osseo, con una porosità molto simile a quella del tessuto spugnoso dell'osso, capace di ospitare gli osteoblasti e di permettere il loro insediamento e la loro trasformazione in osteociti. Campioni così ottenuti sono stati utilizzati in vivo, in impianti protesici su cavie animali, in sostituzione di larghe porzioni di osso. L'obiettivo finale è il suo utilizzo nell'impianto osseo umano, per la risoluzione delle conseguenze di gravi traumi o severe mutilazioni.

## Galleria d'immagini

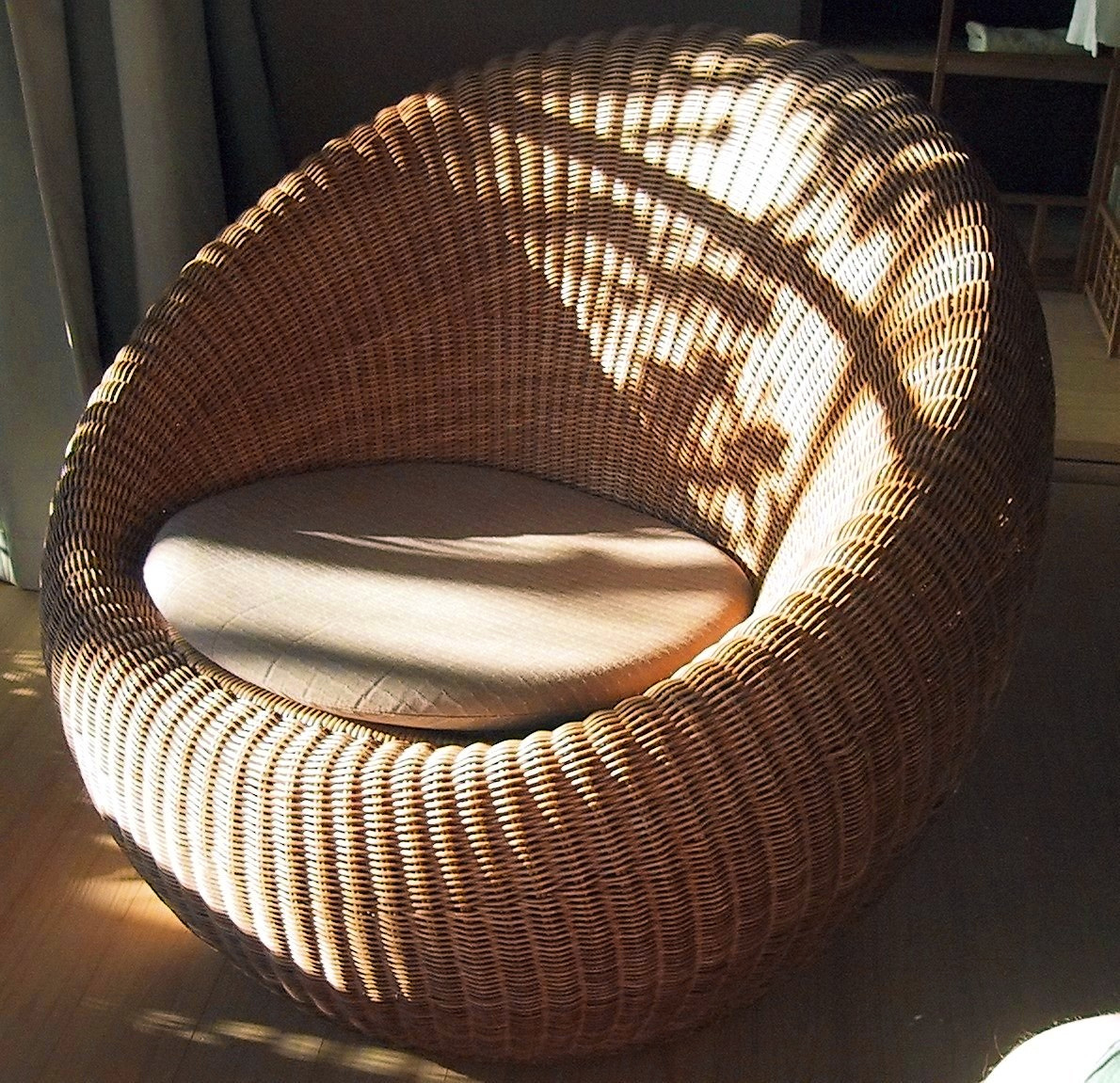
Una sedia intrecciata con legno di rattan
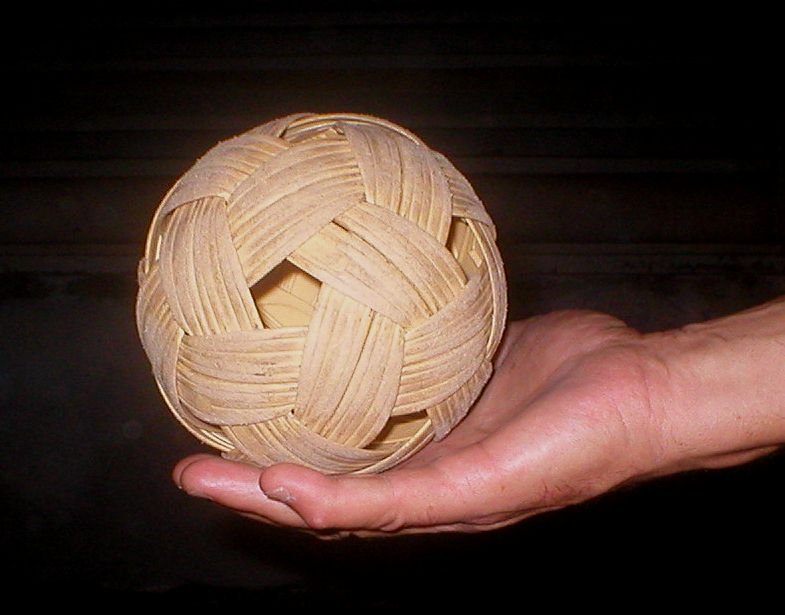
La palla usata nel gioco del sepak takraw è composta di fasce di rattan
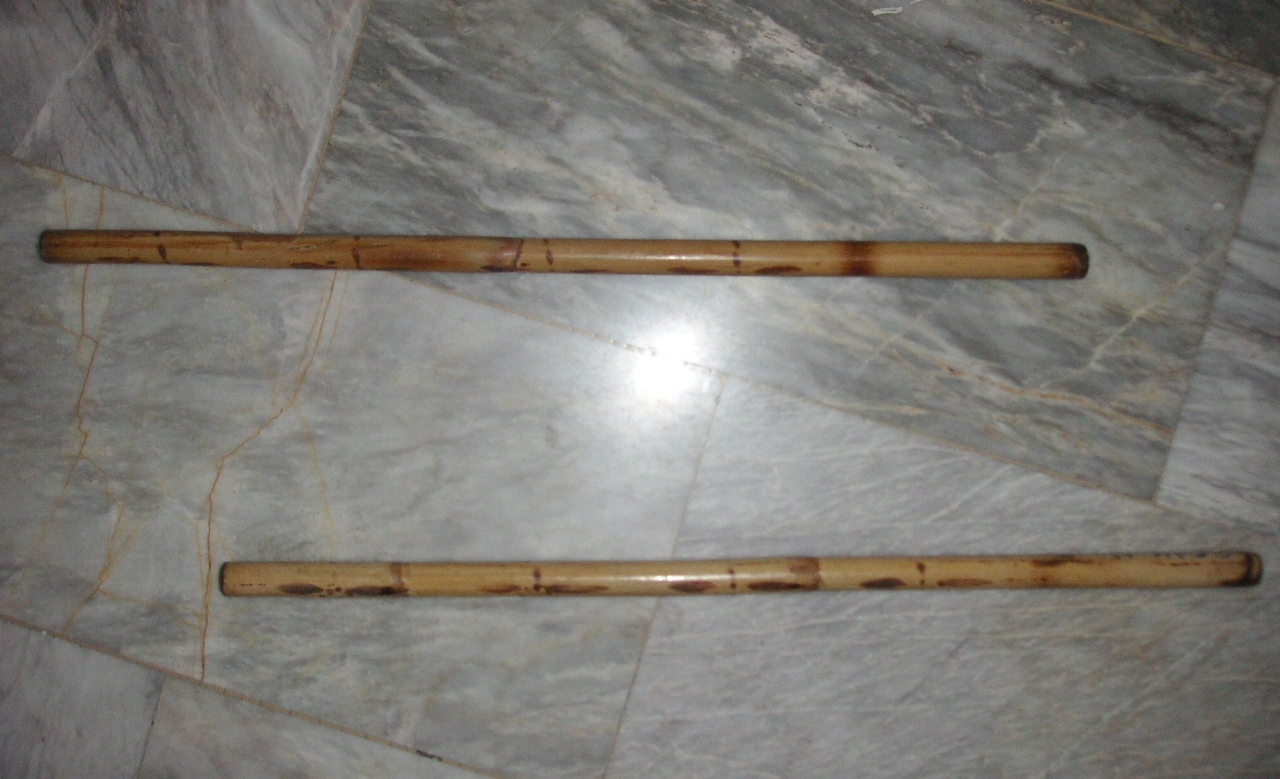
Due bastoni di rattan